# Hoslundia
Hoslundia, monotipski biljni rod iz porodice usnača. jedina vrsta je H. opposita, grm rasprostranjen po subsaharskoj Africi i Madagaskaru
Rod je smješten u podtribus  Ociminae, dio tribusa Ocimeae, potporodica Nepetoideae.

## Etimologija
Ime Hoslundia nazvano je po O. Hoslund-Smithu, prirodoslovcu iz Gvineje. Latinski naziv opposita odnosi se na listove i plodove, koji su postavljeni u nasuprotnim parovima.

## Opis
Biljke su zeljaste trajnice (bilo raširene ili uspravne), a ponekad i meki grmovi, narastu do 1,2 m visine. Listovi su nasuprotni ili ponekad raspoređeni po tri. Biljke posjeduju sitne, bijele ili kremasto zelene cvjetove, počevši od listopada do veljače. Plodovi su mesnati, bobičastog oblika i atraktivne narančasto-crvene boje.

## Rasprostranjenost i stanište
Biljka “narančaste ptičje bobice” imaju široku prirodnu rasprostranjenost, pojavljuju se u tropskim i suptropskim otvorenim šumama. U južnoj Africi prirodno se pojavljuju u područjima kao što su Namibija i Bocvana na sjeveru, kao i u Svazilandu. U Južnoj Africi mogu se naći kako prirodno rastu od obalnih područja KwaZulu-Natal, do Mpumalange i Limpopoa. Biljke su vrlo česte diljem tropske Afrike, u zemljama kao što su Senegal, Sudan i Etiopija.

## Ekologija
Određeni kukci, uključujući pčele, posjećuju biljke. Sićušne krem-zelene cvjetove jako vole leptiri. Voće je pticama najdraže; otuda i naziv narančasta ptičja bobica, a biljkom se hrane i divlje životinje.
Koristi
Ljudi jedu ukusno voće. Zabilježeno je da lišće ima jak neugodan miris, koji navodno odbija pčele i stoga se koristi u sakupljanju meda.

## Uzgoj vrste Hoslundia opposita
Ova zeljasta trajnica otporna je vrtna biljka u vrtovima južne Afrike, ali se možda neće pokazati otpornom u hladnijim klimatskim uvjetima. Biljke zahtijevaju dobro drenirano tlo i dobro funkcioniraju na punom suncu. Mogu se uspješno koristiti za obrubljivanje neformalne granice grmlja ili prilaza; međutim, mora se ostaviti dovoljno prostora da se biljke mogu udobno širiti. 
Kako bi se potaknuo novi rast, biljke je potrebno rezati barem jednom godišnje. Razmnožavanje se lako dobiva iz sjemena ili reznica stabljike.
- Cvijet grma “narančaste ptičje bobice”, porijeklom iz podsaharske Afrike.
- H. opposita
- H. opposita

## Sinonimi
- Micranthes Bertol.; Mem. Acc. Sci. Bolog. 9: (1858) 172 (Misc. Bot. 19: 8. t. 4)
- Clerodendrum micranthum Gilli; Ann. Naturhist. Mus. Wien 77: 29 (1973)
- Hoslundia decumbens Benth.; Prodr. [A. P. de Candolle] 12: 54 (1848)
- Hoslundia opposita var. decumbens (Benth.) Baker; Oliv. et al. (eds.), Fl. Trop. Africa 5: 377 (1900)
- Hoslundia opposita var. verticillata (Vahl) Baker; Oliv. et al. (eds.), Fl. Trop. Africa 5: 377 (1900)
- Hoslundia oppositifolia P.Beauv.; Fl. Oware 1: 53 (1806), orth. var.
- Hoslundia verticillata Vahl; Enum. Pl. Obs. 1: 213 (1804)
- Micranthes menthoides Bertol.; Mem. Acc. Sci. Bolog. 9: (1858) 172 (Misc. Bot. 19: 8. t. 4)
- Orthosiphon physocalycinus A.Rich.; Tent. Fl. Abyss. 2: 180 (1850)
- Premna longipes Baker; Oliv. et al. (eds.), Fl. Trop. Africa 5: 288 (1900)